# Centrum Nowoczesnej Mobilności
Centrum Nowoczesnej Mobilności (pełna nazwa: Sieć Badawcza Łukasiewicz – Poznański Instytut Technologiczny Centrum Nowoczesnej Mobilności) – polskie centrum badawczo-rozwojowe powstałe 1 stycznia 2024 roku, należące do Sieci Badawczej Łukasiewicz – Poznańskiego Instytutu Technologicznego. Kompleksowo realizuje prace związane z projektowaniem, konstruowaniem i badaniami pojazdów szynowych oraz maszyn rolniczych i leśnych.
W jego skład weszły dwa istniejące wcześniej centra Łukasiewicz – Poznańskiego Instytutu Technologicznego: Centrum Pojazdów Szynowych (były Instytut Pojazdów Szynowych „Tabor”) oraz Centrum Technologii Rolniczej i Spożywczej (były Przemysłowy Instytut Maszyn Rolniczych, „PIMR”). Dodatkowo, w wyniku zmian struktury Instytutu, do Centrum Nowoczesnej Mobilności przeniesiono część obszarów Centrum Logistyki i Nowoczesnych Technologii (byłego Instytutu Logistyki i Magazynowania, „ILiM-u”).
W marcu 2023 r. z Łukasiewicz – Poznańskiego Instytutu Technologicznego wydzielono także spółkę produkcyjną, tworząc „PIT Industry”, która ma realizować zlecenia komercyjne związane z produkcją m.in. urządzeń do układów hamulcowych pojazdów szynowych.

## Historia
Na początku września 2016 roku Jarosław Gowin, minister nauki i szkolnictwa wyższego, przedstawił strategię, która zakładała m.in. reformę instytutów badawczych i powołanie Narodowego Instytutu Technologicznego. W połowie kwietnia 2017 roku do Rządowego Centrum Legislacji wpłynął projekt ustawy o NIT, według którego instytut ten miałby powstać przez włączenie do niego 35 instytutów naukowo-badawczych, w tym Instytutu Pojazdów Szynowych „Tabor” i „PIMR-u”. 13 kwietnia 2018 roku IPS „Tabor” stał się jednostką organizacyjną podległą Ministerstwu Przedsiębiorczości i Technologii. 1 kwietnia 2019 roku została utworzona Sieć Badawcza Łukasiewicz, w struktury której wszedł IPS „Tabor”, Przemysłowy Instytut Maszyn Rolniczych („PIMR”) i 36 innych podmiotów.
15 maja IPS „Tabor” zmienił nazwę na Sieć Badawcza Łukasiewicz – Instytut Pojazdów Szynowych „Tabor”, skracaną do Łukasiewicz – IPS „Tabor”. 25 września 2020 roku do KRS pod numerem 0000861589 wpisano instytut o tej samej nazwie i pozostałych danych, powstały z dotychczasowej jednostki, nadzorowany przez prezesa Centrum Łukasiewicz i z zatwierdzonym przez niego nowym statutem, natomiast 22 października z KRS wykreślono instytut o numerze 0000056924. Z kolei Przemysłowy Instytut Maszyn Rolniczych zmienił nazwę na Sieć Badawcza Łukasiewicz – Przemysłowy Instytut Maszyn Rolniczych.
Na przełomie 2020 i 2021 roku Łukasiewicz – IPS „Tabor” i 4 inne poznańskie instytuty Łukasiewicza rozpoczęły analizę efektów ewentualnego połączenia tych jednostek. Prace przygotowawcze, którymi kierował Arkadiusz Kawa, wówczas pełniący obowiązki dyrektora IPS „Tabor”, wykazały, że utworzenie jednej multidyscyplinarnej jednostki naukowo-badawczej zwiększy potencjał badawczy i komercjalizacyjny. 1 stycznia 2022 roku działalność rozpoczął Sieć Badawcza Łukasiewicz – Poznański Instytut Technologiczny i tym samym IPS „Tabor” został przekształcony w jedno z sześciu centrów badawczych, wchodzących w skład tego instytutu – Centrum Pojazdów Szynowych pod kierownictwem Piotra Michalaka. 22 lutego IPS „Tabor” jako osobna instytucja wykreślono z KRS. Natomiast Przemysłowy Instytut Maszyn Rolniczych przemianowano na Centrum Technologii Rolniczej i Spożywczej.
Po dwóch latach, 1 stycznia 2024 roku, w wyniku zmian struktury Łukasiewicz – Poznańskiego Instytutu Technologicznego, utworzono nową komórkę – Centrum Nowoczesnej Mobilności z siedzibą przy ul. Warszawskiej 181 w Poznaniu, jedno z czterech interdyscyplinarnych centrów badawczych Łukasiewicz – PIT, w skład którego weszło byłe Centrum Pojazdów Szynowych oraz Centrum Technologii Rolniczej i Spożywczej, a także część Centrum Logistyki i Nowoczesnych Technologii (w którego siedzibie działał przez długi czas Instytut Logistyki i Magazynowania („ILiM”)).
Lokalizacja Centrum Technologii Rolniczej i Spożywczej, na terenie byłego „PIMR-u”, od 2024 roku została poddana stopniowemu wygaszaniu, a park maszynowo-technologiczny oraz załogę centrum planuje się docelowo przenieść na ul. Warszawską.

## Działalność i oferta
Interdyscyplinarne Centrum Nowoczesnej Mobilności zajmuje się opracowywaniem rozwiązań i technologii w obszarze taboru kolejowego (również wodoru), logistyki, rolnictwa oraz leśnictwa. Tworzy i rozwija technologie, dostosowując je do specyficznych potrzeb gospodarki czy poszczególnych klientów. W skład centrum wchodzą grupy badawcze zajmujące się konstrukcją pojazdów i maszyn, badaniami symulacyjnymi, elektrotechniką, automatyką i robotyką, a także logistyką. Posiada akredytowane laboratorium.
Prowadzenie badań aplikacyjnych, prac rozwojowych i wdrożeniowych w zakresie taboru kolejowego
- pojazdów szynowych pasażerskich i towarowych,
- lokomotyw, pojazdów szynowo-drogowych i specjalnych,
- kompletnych wózków do pojazdów szynowych,
- układów i zespołów napędowych,
- pneumatycznej aparatury hamulcowej,
- zespołów wytwarzania i uzdatniania sprężonego powietrza,
- modeli urządzeń pneumatycznych,
- homologacji pojazdów wodorowych[15].

Prowadzenie badań aplikacyjnych, prac rozwojowych i wdrożeniowych w zakresie konstrukcji narzędzi, maszyn i urządzeń stosowanych w rolnictwie i leśnictwie, przeznaczonych m.in. do
- uprawy roli,
- mechanicznej pielęgnacji upraw,
- siewu nasion,
- nawożenia,
- ochrony roślin,
- zbioru, załadunku, transportu płodów rolnych i leśnych.

Wykonywanie badań symulacyjnych w zakresie
- analiz wytrzymałości statycznej i zmęczeniowej oraz stabilności konstrukcji nośnych, urządzeń i wyposażenia,
- analiz wytrzymałości (metodami analitycznymi oraz numerycznymi) połączeń śrubowych,
- obliczeń rozkładu mas i środków ciężkości,
- wyznaczania zarysu skrajni pojazdów,
- obliczeń dotyczących określania charakterystyk trakcyjnych i zapotrzebowania energetycznego,
- symulacji dynamiki pojazdów,
- badań symulacyjnych bezpieczeństwa biernego konstrukcji (wytrzymałości zderzeniowej),
- obliczeń pojemności cieplnej,
- analiz przepływów gazów i cieczy,
- prac badawczo-rozwojowych dotyczących opracowania autorskich metod obliczeniowych w językach programowania.

Realizacja badań aplikacyjnych, prac rozwojowych i wdrożeniowych w zakresie
- układów elektrycznych i elektronicznych,
- systemów sterowania,
- automatycznej regulacji urządzeń mobilnych lub stacjonarnych oraz czujników i układów pomiarowych,
- urządzeń mechatronicznych.

Realizacja usług doradczych, badań aplikacyjnych, prac rozwojowych i wdrożeniowych w obszarze logistyki i łańcuchów dostaw, zarówno na poziomie organizacji procesów, jak również infrastruktury, w tym m.in.
- projektowanie systemów zarządzania transportem,
- projektowanie organizacji i technologii magazynów, w tym centrów dystrybucyjnych/produkcyjnych,
- projektowanie systemów zarządzania zapasami.

## Struktura i eksperci[16]
- Dyrektor Centrum Nowoczesnej Mobilności – Piotr Tarnawski
- Kierownik Grupy Badawczej Konstrukcji – Mateusz Motyl
- Kierownik Grupy Badawczej Elektrotechniki, Automatyki i Robotyki – Rafał Baran
- Kierownik Grupy Badawczej Logistyki – Marta Cudziło

## Osiągnięcia
Centrum w ciągu swojej działalności (również jako Centrum Pojazdów Szynowych oraz wcześniej jako IPS „Tabor”) realizowało szereg komercyjnych i projektów pojazdów szynowych, szynowo-drogowych, oraz pojazdów i maszyn rolniczych i leśnych. Wśród nich są m.in. ciągnik szynowo-drogowy, linia do obierania cebuli, linia do produkcji burgerów warzywnych, stanowisko do pasteryzacji masy jajecznej, autonomiczny „Polski Robot” opracowany we współpracy z firmą UNIA i Łukasiewicz – ILOT, układ sterowania aktywnego pielnika, lekki autobus szynowy do ruchu regionalnego, innowacyjny system hamulca kolejowego.

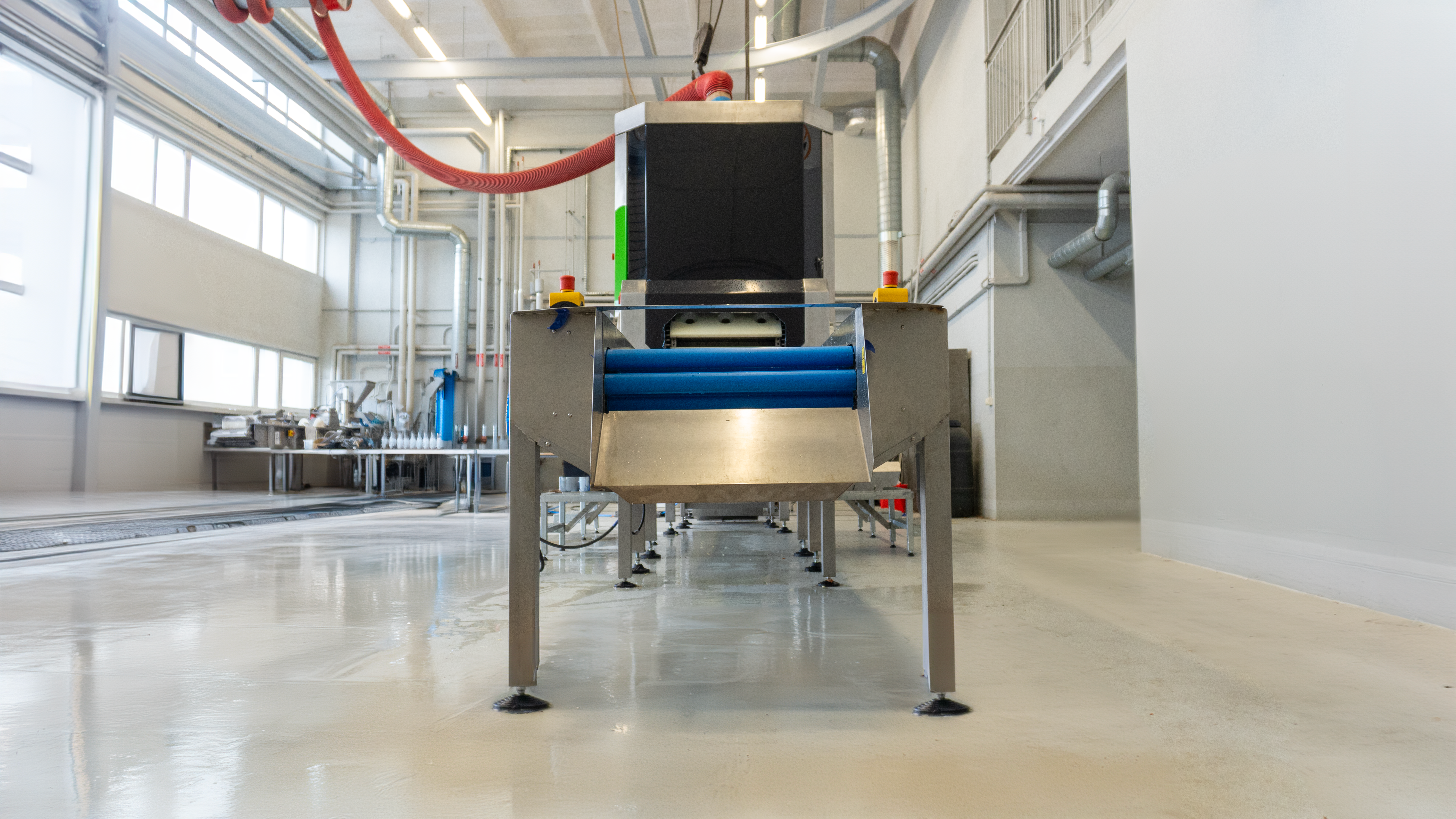
Linia do obierania cebuli
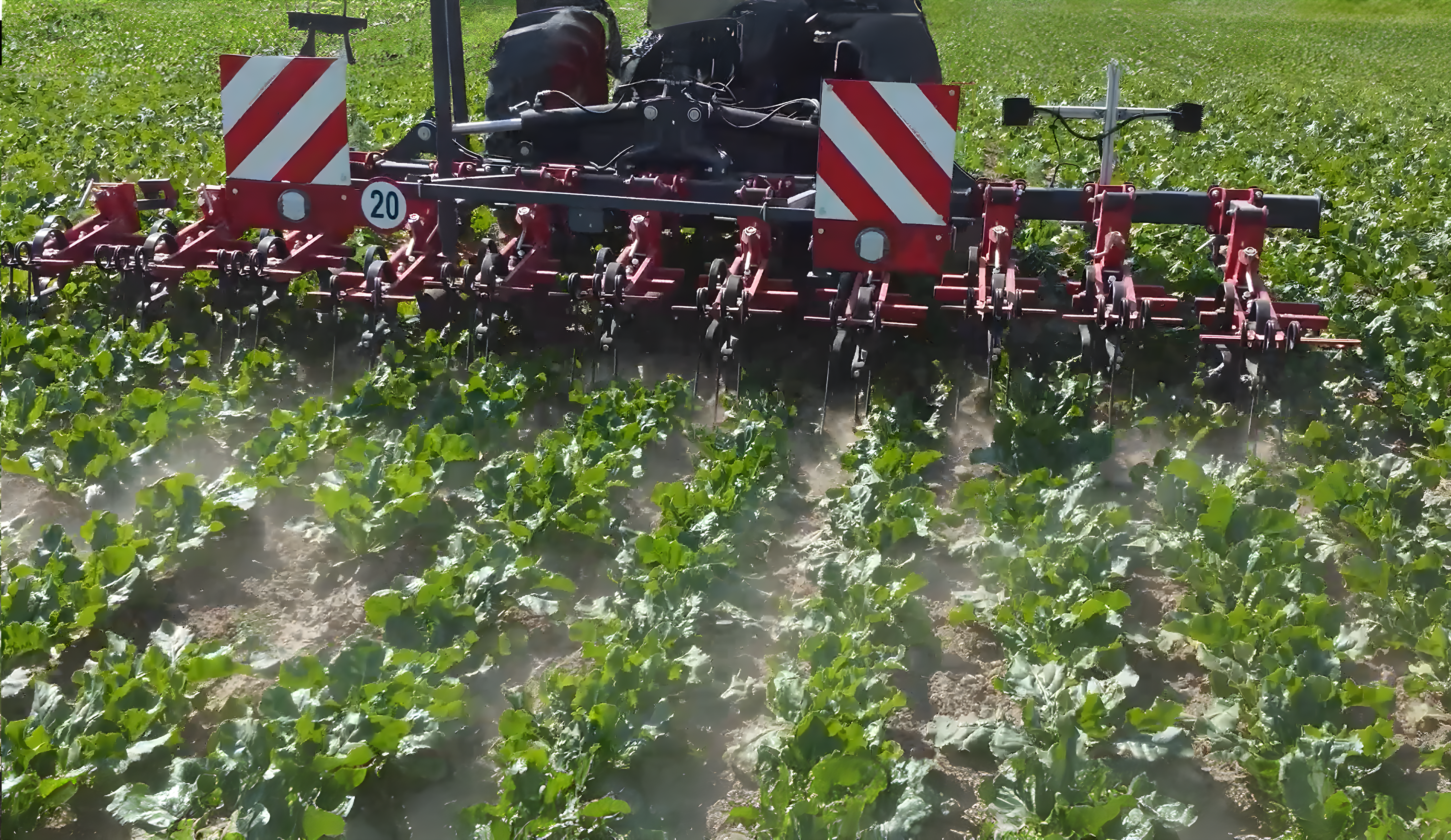
Aktywny pielnik zamontowany na ciągniku
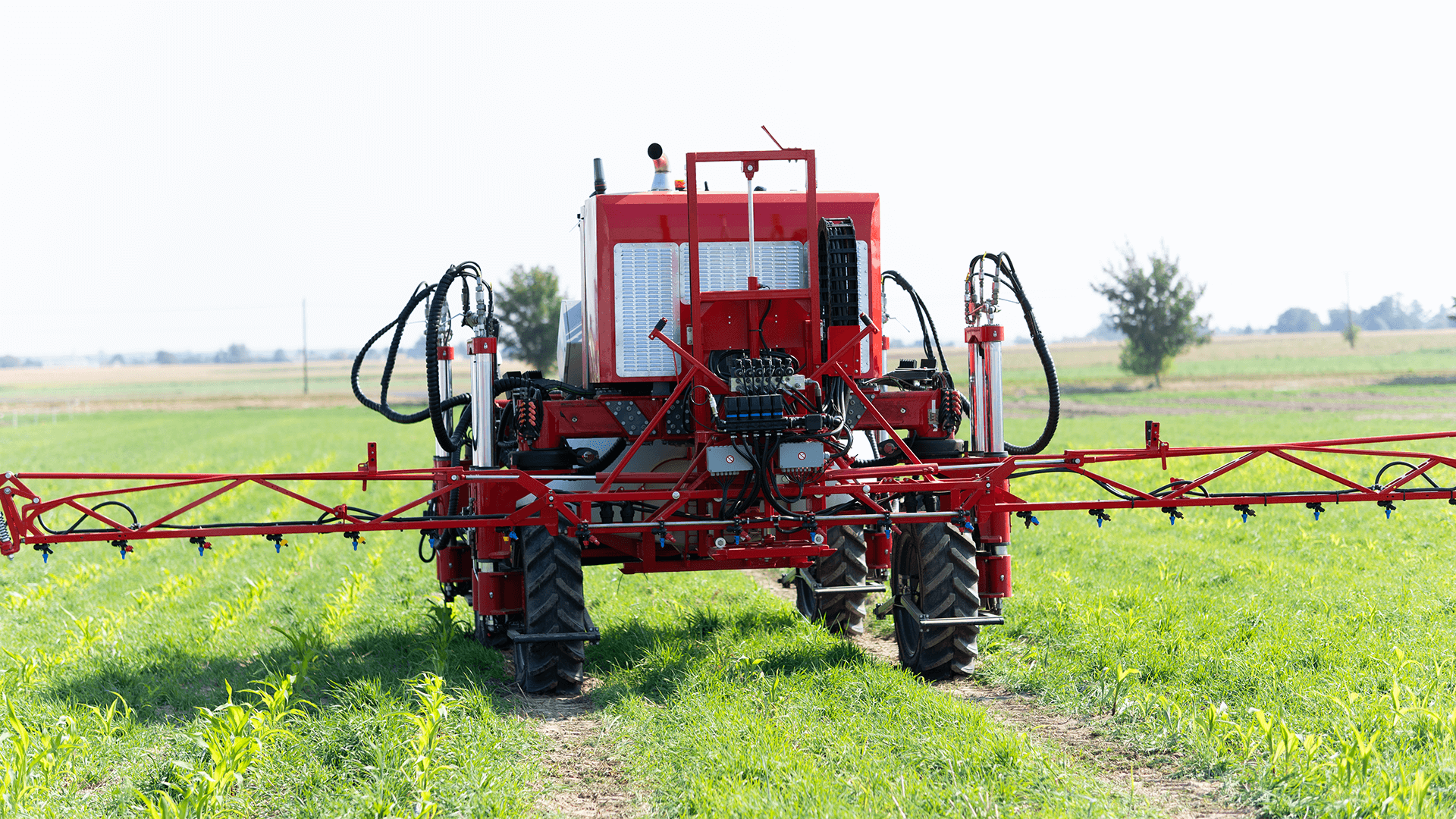
Autonomiczny robot polowy („Polski Robot”)
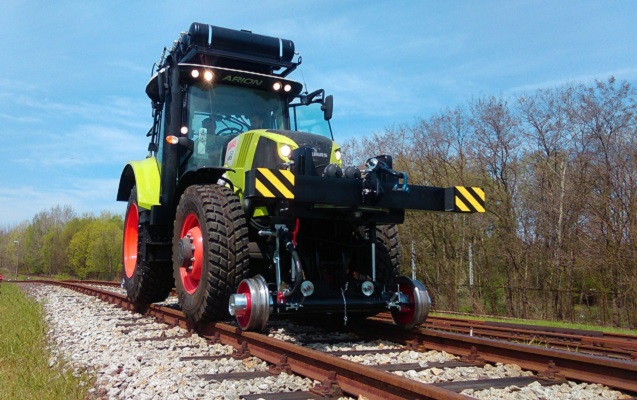
Ciągnik szynowo-drogowy (produkt PIT Industry)
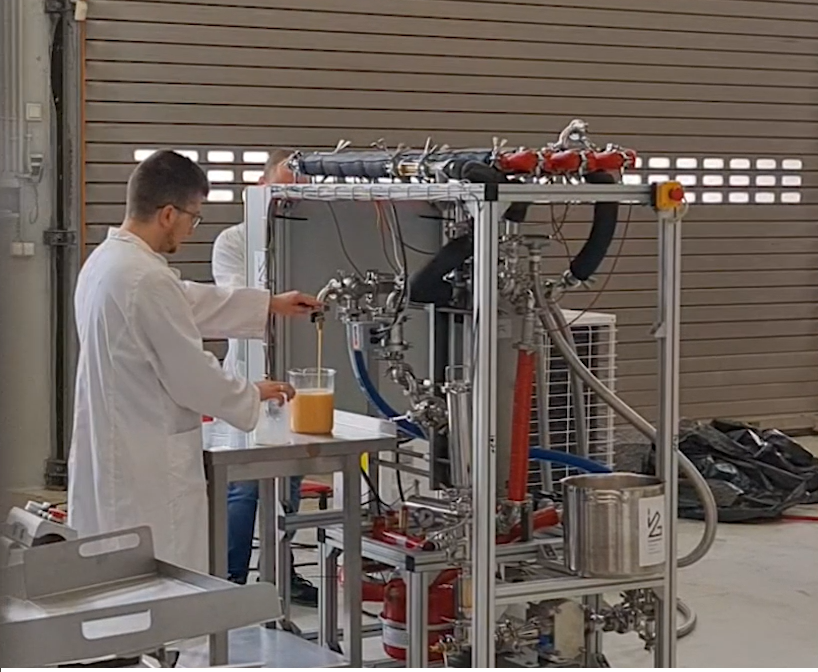
Stanowisko do pasteryzacji masy jajecznej

## Współpraca
Centrum współpracuje z wieloma podmiotami z obszaru rozwoju pojazdów szynowych oraz techniki i technologii rolniczej i spożywczej, zarówno z sektora publicznego, jak i prywatnego. Wśród partnerów znajdują się m.in.: Ministerstwo Infrastruktury, PKP Intercity, PKP S.A., PKP Cargo, Urząd Transportu Kolejowego, Izba Kolei, uczelnie (Politechnika Poznańska), ośrodki badawcze (Poznańskie Centrum Superkomputerowo-Sieciowe) czy instytucje i jednostki samorządowe – MPK Poznań, Miasto Poznań, Modertrans Poznań, a także podmioty prywatne – Siemens Mobility, H. Cegielski – Poznań, Alstom, PESA, NEWAG, oraz portale branżowe – Rynek Kolejowy, kolej.net, Raport Tramwajowy, Portal Spożywczy.